# Djeidi Gassama
Djeidi Gassama (Nieleba Haouisse, 10 september 2003) is een Frans-Mauritaans voetballer die sinds 2025 uitkomt voor Rangers FC.

## Clubcarrière

### Paris Saint-Germain
Gassama ruilde in 2019 de jeugdopleiding van Stade Brestois voor die van Paris Saint-Germain. In juli 2020 ondertekende hij bij laatstgenoemde club zijn eerste profcontract. In het seizoen 2021/22 nam hij met PSG deel aan de UEFA Youth League. In acht wedstrijden scoorde hij er vijf keer: op de eerste speeldag van de groepsfase scoorde hij in het 2-2-gelijkspel tegen Club Brugge, later in de groepsfase scoorde hij uit bij RB Leipzig en Manchester City telkens tweemaal.
Op 5 maart 2022 maakte hij zijn officiële debuut voor het tweede elftal van PSG, dat toen uitkwam in de Championnat National 3: op de zestiende competitiespeeldag mocht hij starten tegen US Créteil-Lusitanos B (1-2-verlies). Op 14 mei 2022 maakte hij ook zijn officiële debuut bij het eerste elftal van de club: op de voorlaatste competitiespeeldag liet trainer Mauricio Pochettino hem in de 0-4-zege tegen Montpellier HSC in de 89e minuut invallen voor Ángel Di María. In september 2022 kreeg Gassama een contractverlenging tot 2024 bij PSG.

### KAS Eupen
De contractverlenging van Gassama bij Paris Saint-Germain ging gepaard met een uitleenbeurt van een seizoen aan de Belgische eersteklasser KAS Eupen. In zijn vijfde invalbeurt, op 5 november 2022, scoorde hij zijn eerste invalbeurt: in de 2-0-competitiezege tegen Standard Luik legde hij in de blessuretijd de eindscore vast. Drie dagen later kreeg hij in de bekerwedstrijd tegen KMSK Deinze (3-0-nederlaag) zijn eerste basisplaats.
Pas op 25 februari 2023 kreeg Gassama zijn eerste basisplaats in de Jupiler Pro League. Trainer Edward Still liet hem vijf competitiewedstrijden op rij in de basis staan. Op 11 maart 2023 scoorde hij zijn tweede doelpunt voor Eupen: in het 4-4-gelijkspel tegen KV Oostende wiste hij in de blessuretijd van de eerste helft de openingstreffer van Thierry Ambrose uit.
Op 25 mei 2023, twee dagen nadat Eupen zich ondanks een 7-0-nederlaag tegen Club Brugge kon handhaven in de Jupiler Pro League, bevestigde de club dat Gassama na afloop van zijn huurcontract op 30 juni zou terugkeren naar Paris Saint-Germain. Gassama klokte uiteindelijk af op twintig officiële wedstrijden voor Eupen, waarin hij dertien keer invaller was.

### Sheffield Wednesday
In augustus 2023 maakte Gassama op definitieve basis de overstap van Paris Saint-Germain naar Sheffield Wednesday FC. Op 19 augustus 2023 maakte hij als invaller zijn Championship-debuut tegen Preston North End (0-1-nederlaag). Na vijf invalbeurten kreeg hij op 4 november 2023 tegen Plymouth Argyle zijn eerste basisplaats in de competitie. Gassama wisselde in zijn eerste seizoen bij Sheffield Wednesday basisplaatsen met invalbeurten af, maar raakte zo uiteindelijk toch aan 35 competitiewedstrijden. In zijn tweede seizoen bij The Owls werd hij regelmatiger qua basisplaatsen. In april 2025 werd de middenvelder, die in januari 2025 tot Speler van de Maand werd uitgeroepen bij Sheffield Wednesday, verkozen tot Wise Old Owls Player of the Year.

### Rangers FC
In juli 2025 ondertekende Gassama een vierjarig contract bij de Schotse topclub Rangers FC. Daar maakte hij zich meteen belangrijk door in de tweede kwalificatieronde van de Champions League twee van de drie Schotse goals te scoren tegen Panathinaikos FC en ook in de derde kwalificatieronde twee belangrijke doelpunten te scoren tegen FC Viktoria Pilsen.

## Clubstatistieken
| Seizoen         | Club                  | Land               | Competitie             | Competitie | Competitie | Beker | Beker | Supercup | Supercup | Europees | Europees | Totaal | Totaal |
| Seizoen         | Club                  | Land               | Competitie             | Wed.       | Dlp.       | Wed.  | Dlp.  | Wed.     | Dlp.     | Wed.     | Dlp.     | Wed.   | Dlp.   |
| --------------- | --------------------- | ------------------ | ---------------------- | ---------- | ---------- | ----- | ----- | -------- | -------- | -------- | -------- | ------ | ------ |
| 2021/22         | Paris Saint-Germain B | Vlag van Frankrijk | Championnat National 3 | 1          | 0          | —     | —     | —        | —        | —        | —        | 1      | 0      |
| 2021/22         | Paris Saint-Germain   | Vlag van Frankrijk | Ligue 1                | 1          | 0          | 0     | 0     | 0        | 0        | 0        | 0        | 1      | 0      |
| 2022/23         | → KAS Eupen           | Vlag van België    | Eerste klasse A        | 19         | 2          | 1     | 0     | —        | —        | —        | —        | 20     | 2      |
| 2023/24         | Sheffield Wednesday   | Vlag van Engeland  | Championship           | 35         | 3          | 2     | 1     | —        | —        | —        | —        | 37     | 4      |
| 2024/25         | Sheffield Wednesday   | Vlag van Engeland  | Championship           | 43         | 7          | 4     | 1     | —        | —        | —        | —        | 47     | 8      |
| 2025/26         | Rangers FC            | Vlag van Schotland | Scottish Premiership   | 2          | 0          | 0     | 0     | —        | —        | 4        | 4        | 6      | 4      |
| Carrière totaal | Carrière totaal       | Carrière totaal    | Carrière totaal        | 101        | 12         | 7     | 2     | 0        | 0        | 4        | 4        | 112    | 18     |

Bijgewerkt op 14 augustus 2025.

## Interlandcarrière
Gassama speelde in 2022 twee jeugdinterlands voor Frankrijk –20.